# Premio mejor entrenador de la Ligat ha'Al
El premio al Mejor entrenador de la Ligat ha'Al, es un galardón que otorga la Ligat ha'Al, la primera categoría del baloncesto israelí, al mejor entrenador de cada temporada. Se concede desde la temporada 1989-90, y el primer ganador fue el israelí Yoram Harush, del Hapoel Jerusalén. El estadounidense nacionalizado israelí, David Blatt, es el que más galardones ha recibido, con cuatro, el primero con el Hapoel Galil Elyon y los tres restantes al frente del Maccabi Tel Aviv. 

## Ganadores

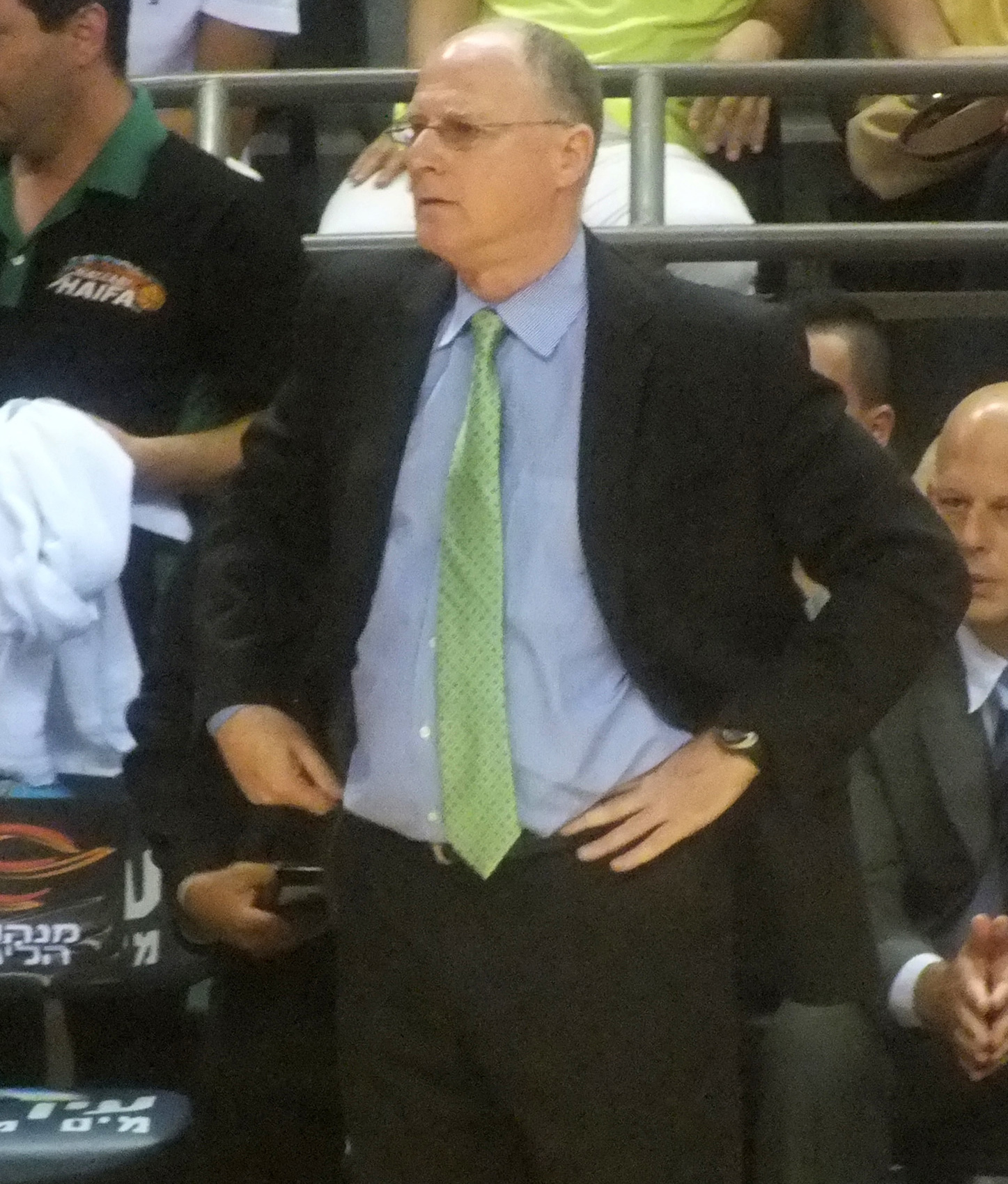
Brad Greenberg

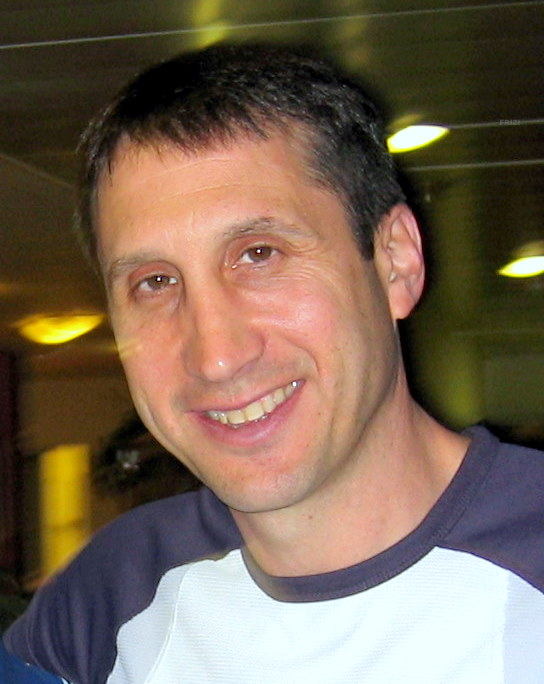
David Blatt

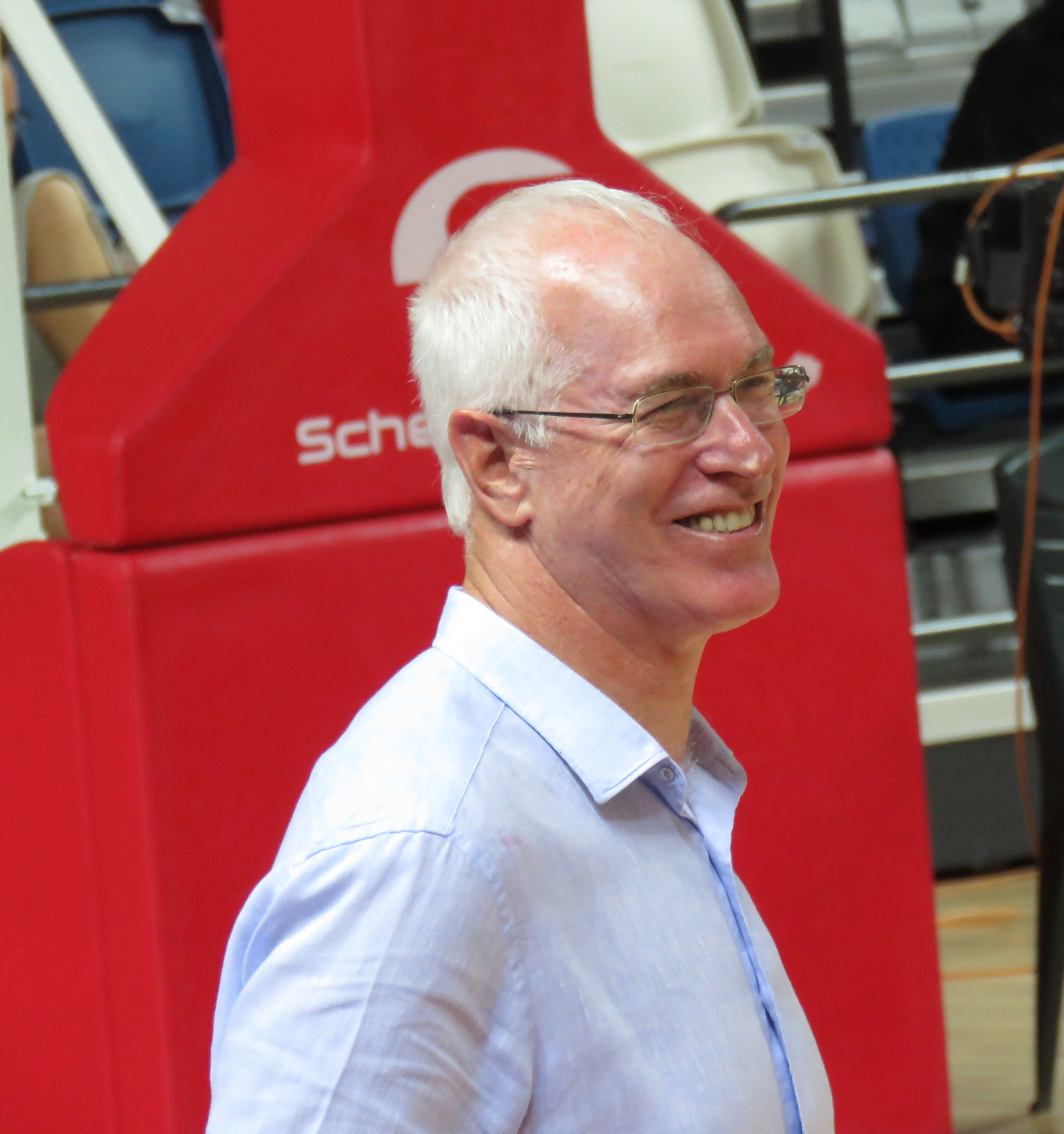
Arik Shivek

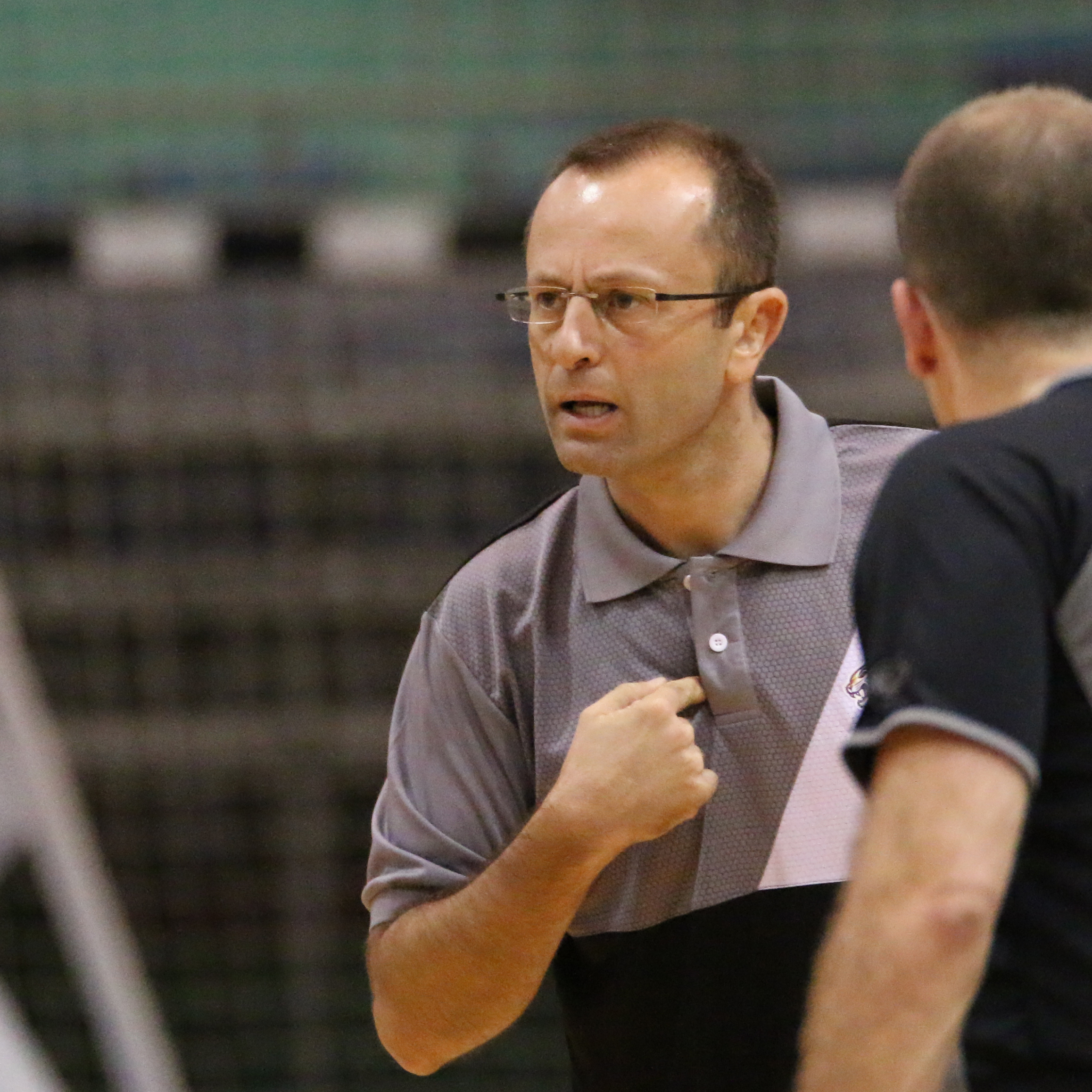
Dan Shamir

| Temporada | Entrenador del Año        | Equipo                | Ref.          |
| --------- | ------------------------- | --------------------- | ------------- |
| 1989–90   | Yoram Harush              | Hapoel Jerusalem      | [ 1 ]         |
| 1990–91   | Moshe Weinkrantz          | Maccabi Rishon LeZion | [ 2 ]         |
| 1991–92   | Muli Katzurin             | Hapoel Galil Elyon    | [ 3 ]         |
| 1992–93   | Pini Gershon              | Hapoel Galil Elyon    | [ 4 ]         |
| 1993–94   | Meir Kaminsky             | Beitar Ramat Gan      | [ 5 ]         |
| 1994–95   | Hanoch Mintz              | Hapoel Gvat/Yagur     | [ 6 ]         |
| 1995–96   | David Blatt               | Hapoel Galil Elyon    | [ 7 ]         |
| 1996–97   | Arik Shivek               | Maccabi Ra'anana      | [ 8 ]         |
| 1997–98   | Desconocido               | Desconocido           | Desconocido   |
| 1998–99   | Effi Birnbaum             | Hapoel Jerusalem      | [ 9 ]         |
| 1999–00   | Sharon Drucker            | Maccabi Ra'anana      | [ 10 ]        |
| 2000–01   | Erez Edelstein            | Hapoel Galil Elyon    | [ 11 ]        |
| 2001–02   | David Blatt (2×)          | Maccabi Tel Aviv      | [ 12 ]        |
| 2002–03   | Ariel Beit-Halahmy        | Elitzur Givat Shmuel  | [ 13 ]        |
| 2003–04   | Ya'akov Jino              | Bnei Herzliya         | [ 14 ]        |
| 2004–05   | Effi Birnbaum (2×)        | Hapoel Tel Aviv       | [ 15 ]        |
| 2005–06   | Ofer Berkovich            | Elitzur Givat Shmuel  | [ 16 ]        |
| 2006–07   | Oded Kattash              | Hapoel Galil Elyon    | [ 17 ]        |
| 2007–08   | Miki Dorsman              | Hapoel Holon          | [ 18 ]        |
| 2008–09   | Avi Ashkenazi             | Maccabi Haifa         | [ 19 ]        |
| 2009–10   | Eric Alfasi               | Barak Netanya         | [ 20 ]        |
| 2010–11   | David Blatt (3×)          | Maccabi Tel Aviv      | [ 21 ]        |
| 2011–12   | Ofer Berkovich (2×)       | Maccabi Ashdod        | [ 22 ]        |
| 2012–13   | Brad Greenberg            | Maccabi Haifa         | [ 23 ]        |
| 2013–14   | David Blatt (4×)          | Maccabi Tel Aviv      | [ 24 ]        |
| 2014–15   | Danny Franco              | Hapoel Jerusalem      | [ 25 ]        |
| 2015–16   | Arik Shivek (2×)          | Maccabi Rishon LeZion | [ 26 ]        |
| 2016–17   | Simone Pianigiani         | Hapoel Jerusalem      | [ 27 ]        |
| 2017–18   | Dan Shamir                | Hapoel Holon          | [ 28 ]        |
| 2018–19   | Ioannis Sfairopoulos      | Maccabi Tel Aviv      | [ 29 ] [ 30 ] |
| 2019–20   | Ioannis Sfairopoulos (2×) | Maccabi Tel Aviv      | [ 31 ]        |
| 2020–21   | Stefanos Dedas            | Hapoel Holon          | [ 31 ]        |
| 2021–22   | Oren Aharoni              | Bnei Herzliya         | [ 31 ]        |
| 2022–23   | Aleksandar Džikić         | Hapoel Jerusalem      | [ 31 ]        |
| 2023–24   | Sharon Avrahami           | Ironi Kiryat Ata      | [ 32 ]        |
| 2024–25   | Dimitrios Itoudis         | Hapoel Tel Aviv       | [ 33 ]        |